# Maële Biré-Heslouis
Maële Biré-Heslouis, née le 17 décembre 2002 à Saint-Lô, est une athlète française spécialisée en marche athlétique. Licenciée au club Pays Saint-Lois Athlétisme, elle a débuté ce sport à l'âge de 10 ans et s'y consacre pleinement depuis ses 14 ans. Dès l'adolescence, elle se distingue par des performances remarquables, décrochant notamment le titre de championne de France cadette du 3 000 m marche en salle en 2019. 
Sa progression fulgurante se confirme en 2021 : elle bat le record de France junior du 10 km marche en 47 min 05 s lors des championnats d'Europe par équipes à Poděbrady, puis améliore ce temps à 46 min 32,94 s en remportant la médaille de bronze aux championnats d'Europe juniors à Tallinn. Quelques semaines plus tard, elle décroche la médaille d'argent aux championnats du monde juniors à Nairobi avec un temps de 47 min 43,87 s.
Parallèlement à sa carrière sportive, Maële poursuit des études à Sciences Po Rennes, où elle bénéficie d'un aménagement de cursus en tant que sportive de haut niveau. En 2023, elle devient championne de France espoir du 20 km et remporte les championnats de la Méditerranée dans la même catégorie. En 2024, elle se classe troisième aux championnats de France Élites sur 20 km, tout en remportant la catégorie espoir.
Le 31 mai 2024, Maële a eu l'honneur de porter la flamme olympique lors de son passage à Saint-Lô, assurant le dernier relais du pont de Roanoke à la passerelle Henri-Liébard. Elle a exprimé sa fierté et son émotion d'avoir participé à cet événement symbolique, remerciant le Département de la Manche et le comité d'organisation de Paris 2024 pour cette opportunité. 
Engagée dans la transmission de sa passion, Maële anime des ateliers d'initiation à la marche athlétique pour les jeunes, comme à Agneaux en 2023, témoignant de son désir de partager son expérience et d'inspirer les nouvelles générations. Avec en ligne de mire les Jeux olympiques de Los Angeles en 2028, elle incarne l'équilibre entre excellence sportive et réussite académique.

## Palmarès
| Date | Compétition                                    | Lieu     | Résultat | Marque         |
| ---- | ---------------------------------------------- | -------- | -------- | -------------- |
| 2021 | Championnats d'Europe juniors                  | Tallinn  | 3e       | 46 min 32,94 s |
| 2021 | Championnats du monde juniors                  | Nairobi  | 2e       | 47 min 43,87 s |
| 2024 | Championnat du Monde 20km par Equipe de marche | Antalya  | 5e       | 1 h 34,00s     |
| 2024 | Championnats de la Méditerranée                | Ismaïlia | 1ère     | 46 min 43,63 s |

## Records
| Épreuve            | Temps          | Lieu                | Date            |
| ------------------ | -------------- | ------------------- | --------------- |
| 5 000 m marche     | 22 min 29,43 s | Avranches, France   | 2 juillet 2021  |
| 10 000 m marche    | 46 min 32,94 s | Tallinn, Estonie    | 15 juillet 2021 |
| 10 km marche route | 47 min 05 s    | Poděbrady, Tchéquie | 16 mai 2021     |